# JA-SS NEWS ALIVE
JA-SS NEWS ALIVE（ジェイエー-エスエス ニュースアライブ）は、2002年4月 - 9月までTOKYO FMをキーステーションにJFN系列全国ネットで放送されていたラジオ番組。
同年10月からはスポンサーのJA-SSが降板したためスポンサー名が外され、「NEWS ALIVE」（ニュースアライブ）となる。

## 放送時間
7:00 - 7:07 （月曜 - 金曜、「立花裕人のMORNING FREEWAY」の1コーナーとして放送）

## 出演
- 立花裕人
- 手島里華（当時）TFMアナウンサー

ともに当時の「立花裕人のMORNING FREEWAY」パーソナリティー

## 備考
内容はほぼ変わりないが、MORNING FREEWAYから一貫して、この枠の番組タイトルは1年から2年ごとに変わる。余談だが、HFM（広島FM）の朝ワイドプログラムMORNING ALIVE（2005年10月放送開始）内に同名のニュースコーナーがある。このコーナーは最新ニュースを数本伝えるいわば、ヘッドラインニュースとなっている。
- - 2002年3月 SEIKO WORLD HEADLINE
- 2002年4月 - 2002年9月 JA-SS NEWS ALIVE
- 2002年10月 - 2003年3月 NEWS ALIVE（JA-SSがスポンサー撤退。）
- 2003年4月 - 2003年9月 昭和シェル石油 presents WORLD NEWS NAVI
- 2003年10月 - 2004年9月 モーニングショット WAKE UP NEWS
- 2004年10月 - 2005年6月 モーニングショット WAKE UP NEWS～Timestamp～（6Sense開始に伴い、サブタイトルがつく。）
- 2005年7月 - 2005年9月 WAKE UP NEWS ～Timestamp～（アサヒ飲料がスポンサー撤退。）
- 2005年10月 - 2006年3月 スターバックスコーヒー presents World In Motion
- 2006年4月 - 現在 World In Motion（スターバックスコーヒーがスポンサー撤退。）